# Jan Baptist van Deynum

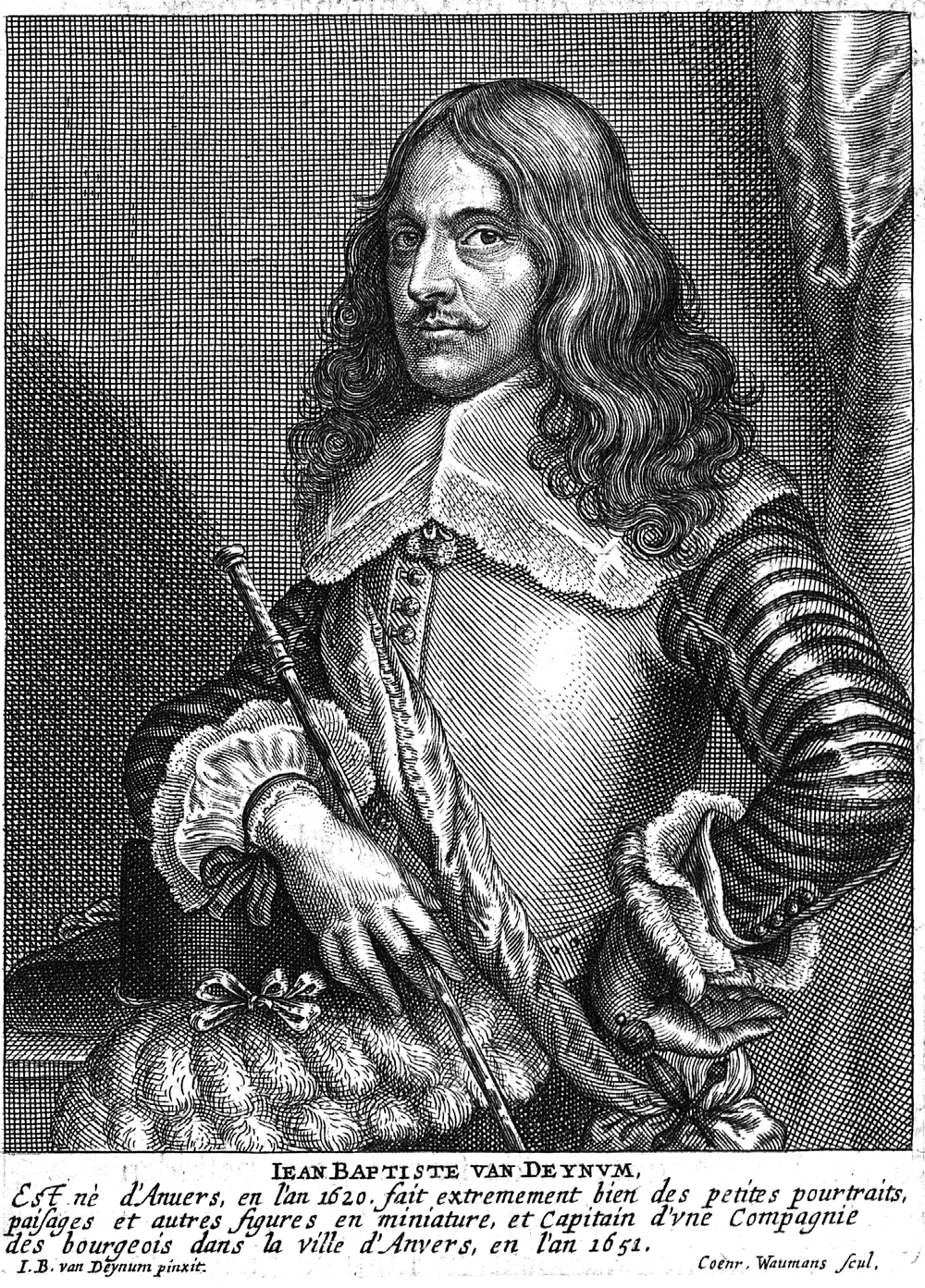
Jan Baptist van Deynum, geportretteerd door Wenceslas Hollar

Jan Baptist van Deynum (Antwerpen, 1620 - aldaar, 2 of 3 mei 1668) was een veelzijdig Antwerps kunstschilder.

## Biografie
Jan Baptist van Deynum, ook bekend als Van Duinen en Van Dynen, was een Zuid-Nederlandse kunstenaar die actief was als aquarellist, afzetter (inkleurder), schilder en tekenaar. Gedurende zijn leven was hij nauw verbonden met Antwerpen, waar hij op 18 september 1647 werd ingeschreven in het Sint-Lucasgilde als meester door patrimonium. Van Deynum schilderde een gevarieerd oeuvre, waaronder landschappen, genrevoorstellingen, historiestukken en portretten. Zijn werken werden uitgevoerd in zowel olieverf als waterverf. Maria van Dynen, waarschijnlijk een dochter, erfde in 1668 het meesterschap in het Sint-Lucasgilde van haar vader. Haar inschrijving in het gilde suggereert dat zij de artistieke traditie van haar vader continueerde, mogelijk door diens atelier voort te zetten na zijn overlijden.
Van Deynum bekleedde vanaf 26 september 1651 de functie van kapitein van de Antwerpse burgerwacht. Hij was twee keer getrouwd, hoewel de namen van zijn echtgenotes onbekend zijn. Zijn eerste vrouw overleed tussen 1662 en 1663. Na zijn dood op 2 of 3 mei 1668 (de bronnen verschillen hierin) bleef zijn tweede vrouw achter.
Ten tijde van zijn overlijden woonde Jan Baptist van Deynum op de Rogier in Antwerpen.
- Biografisch Portaal: 21609530
- Gemeinsame Normdatei: 1033276693
- International Standard Name Identifier: 0000 0000 7035 3662
- Library of Congress Control Number: no2015126818
- RKD-Nederlands Instituut voor Kunstgeschiedenis: 22455
- Union List of Artist Names: 500076821
- Virtual International Authority File: 96226008
- WorldCat: E39PBJkCXPQRYQpbHb7HVbyTpP